# Cultura de la cancelación

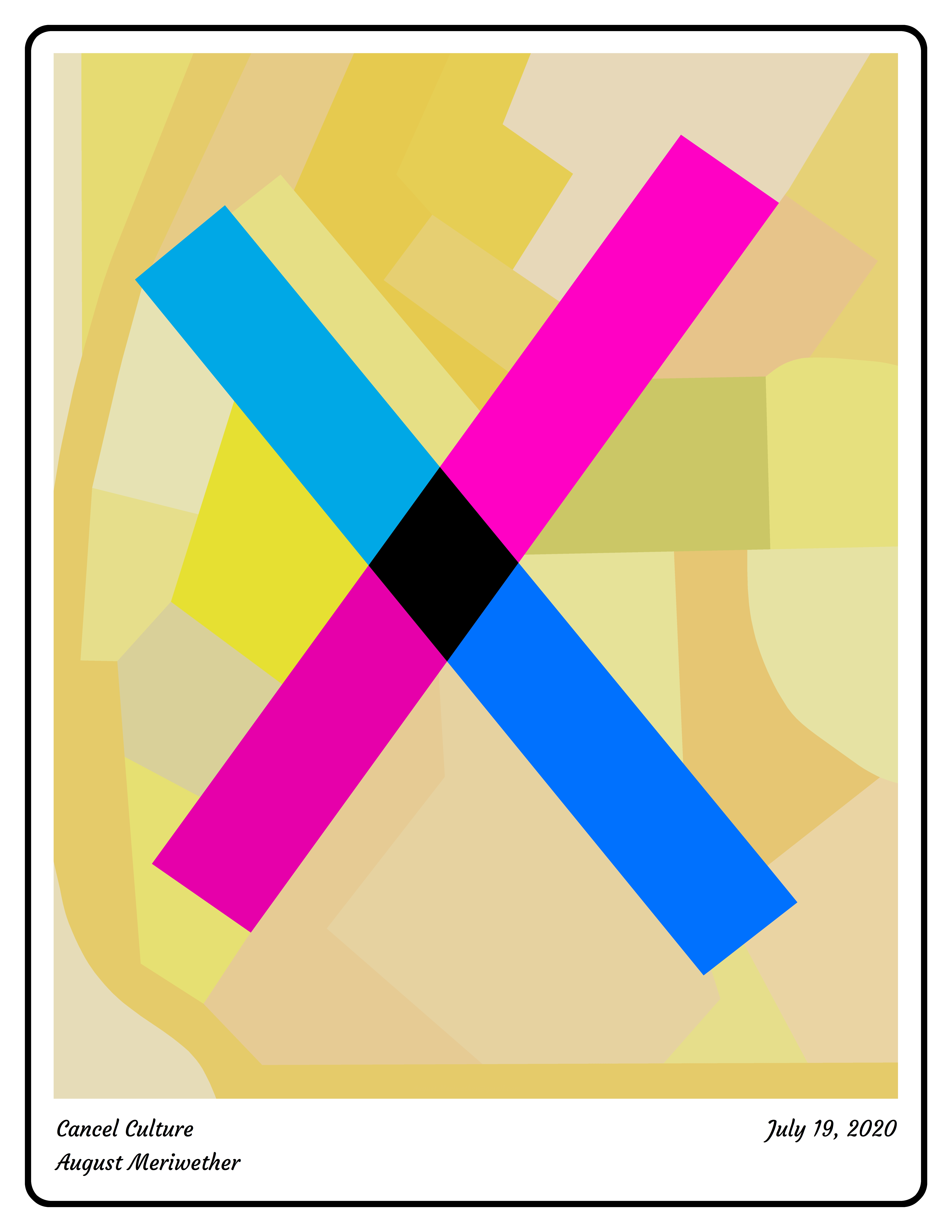
Cultura de la cancelación por August Meriwether.

La cultura de la cancelación (en inglés:  cancel culture) es un neologismo que designa a un cierto fenómeno extendido de retirar el apoyo, ya sea moral, financiero, digital e incluso social, a aquellas personas u organizaciones que se consideran inadmisibles, ello como consecuencia de determinados comentarios o acciones, independientemente de la veracidad o falsedad de estos, o porque esas personas o instituciones transgreden ciertas expectativas que sobre ellas había. Se ha definido como «un llamado a boicotear a alguien –usualmente una celebridad– que ha compartido una opinión cuestionable o impopular en las redes sociales». El término cancel culture o cancelling comenzó a utilizarse en 2015, ganando mayor popularidad a partir de 2018, si bien es una política que tiene su origen en las primeras fases de la Alemania nazi hacia los judíos, y quienes no participaban del nacionalsocialismo.
El impacto de la cultura de la cancelación puede afectar seriamente la economía de los implicados, lo que se ejemplifica en los casos de artistas musicales como Kanye West o presentadores de televisión como Bill O'Reilly, Charlie Rose y Roseanne Barr. A este fenómeno se lo compara con un pacto propio del mundo digital, en el cual algunas personas acuerdan no apoyar más a una persona o medio. Lisa Nakamura de la Universidad de Míchigan describe esta cultura como «un acuerdo para no amplificar, publicitar ni dar apoyo económico», lo cual relaciona con la economía de la atención, concluyendo que «cuando privas a alguien de tu atención, le privas de su modo de ganarse la vida».

## Reacciones académicas
El concepto de la cultura de la cancelación tiene, tanto defensores como críticos. Su sola existencia ha sido discutida, y a menudo se le tacha de medida social realmente poco efectiva, que a veces consigue incluso los efectos opuestos a los deseados. Por otro lado, también se la ha exaltado como una expresión de la agencia o del poder popular. Existe la opinión sostenida, sin embargo, de que la cancelación tiene efectos reales en las personas famosas, debido a que éstas dependen de la economía de la atención, en tanto, políticos y entidades financieras podrían verse afectadas, poco o nada.
En una entrevista con la revista Vogue, la bloguera de moda Chidera Eggerue definió la cultura de la cancelación como «un resultado de la intensa idolatría que el seguimiento online fomenta», afirmando también, que «cuando idolatras a alguien, dices haber encontrado un modelo de rol, una meta, pero al mismo tiempo le deshumanizas porque les arrebatas la habilidad de equivocarse, la facultad de cometer errores».
Stephanie Smith-Strickland concuerda con la anterior postura, haciendo notar que esta cultura no permite a los famosos cometer errores, disculparse ni aprender de las experiencias, porque la respuesta por defecto es una cancelación permanente y un intento de terminar con su carrera, siendo mucho menos usuales los pedidos de disculpas o de enmienda. También cree que los promotores de cancelaciones deberían recordar que «la presencia online no es un reflejo fiel de la personalidad, ni es siempre un indicador fiel de su evolución personal».
Kimberly Foster advierte que la cancelación, «aislar a personas no deshace el daño que puedan haber hecho». Describiendo la cancelación com un acto transaccional, enmarcado en un simple estilo de vida de comodidad, consumismo y capitalismo.
El columnista de la revista VICE Connor Garel tilda a la cultura de la cancelación de mito, y afirma que, aunque posee aspiraciones democráticas y de reclamos del poder popular por medio del boicot, raramente posee un efecto tangible o significativo en las vidas de sus víctimas. También piensa que las «reglas» de la cultura de la cancelación tienen términos y condiciones poco definidos y se basa en criterios subjetivos.
Por su parte, Dorothy Musariri afirma que la cancelación arrastra el peligro de la «arrogancia» que le es inherente, ya que genera un mundo donde cada error se paga con el silenciamiento, un acto que definió como «una forma de bullying público». De modo que la cultura de la cancelación con el tiempo solo se puede volver cada vez «más agresiva y destructiva y menos tolerante», convirtiéndose en un movimiento menos provechoso que la educación o la conciliación.
Joshua Joda redactó un artículo sobre cómo la cancel culture amenaza con eliminar los matices del discurso público, así como «entorpecer las facetas más oscuras del mundo en el que vivimos», lo que dificulta la discusión de problemas éticos o morales complejos, al colgar la amenaza de la cancelación sobre cada comentario en las redes. Postula que todas las celebridades corren el riesgo de hacer bromas sexuales o raciales en sus años juveniles, y expresa preocupación sobre el hecho de que esta cultura no permite discutir la auténtica motivación de las acciones y su papel en el crecimiento personal y la maduración.
En similar sentido, Ayishat Akanbi considera la cultura de la cancelación como la imposición de un «pedestal de pureza moral y política» imposible y poco realista, en especial dada la conducta humana y sus probables tropiezos. Resume la situación afirmando que «cancelar en lugar de aconsejar, solo nos deja fracturados».
Garnett Achieng opina que las culturas modernas de la cancelación crean espacios online poco propicios para aprender, ya que divide a las personas entre «buenas» y «malas» y no reconoce que es posible «desarrollar nuevas ideologías con el tiempo y descartar aquellas con las que ya no se está de acuerdo». Considera que centrarse en perseguir y cancelar no es si no, una oportunidad para enseñar, y llama a examinar los comentarios «por su intención y en su contexto, y ser empático antes que apresurarse a atacar a otros».

## Reacciones públicas
El concepto de la cultura de la cancelación tiene connotaciones mayormente negativas y se emplea con frecuencia en debates sobre la censura y la libertad de expresión. Según Keith Hampton, profesor de estudios de los medios en la Michigan State University, la práctica de la cancelación ha contribuido a la polarización de la sociedad estadounidense, pero no ha llevado a ningún cambio de opinión verdadero.
El expresidente de los Estados Unidos Barack Obama advirtió contra esta cultura en los medios sociales, afirmando que «las personas que hacen cosas buenas también tienen defectos. La gente contra la que están luchando podría amar a sus hijos y, saben, compartir ciertas cosas con ustedes».
En 2020 se firmó la Harper's Letter, un documento rubricado por 153 figuras públicas y publicado en Harper's Magazine, el cual ha sido descrito como un hito en el debate sobre la cancelación. La carta lanza argumentos contra la «intolerancia hacia los puntos de vista opuestos, la moda del vituperamiento público y el ostracismo, y la tendencia a disolver problemas políticos complejos con una certeza moral que enceguece». Este documento recibió apoyo en una carta pública de varias personalidades españolas y de otros países, entre los cuales se encuentran Mario Vargas Llosa, Fernando Savater, Adela Cortina y Carmen Posadas, quienes expresaron que «La cultura libre no es perjudicial para los grupos sociales desfavorecidos: al contrario, creemos que la cultura es emancipadora y la censura, por bienintencionada que quiera presentarse, contraproducente».
El debate sobre la cultura de la cancelación tiene básicamente dos posturas: (1) aquella que es contraria a dicha cultura ya que considera la cultura de la cancelación como censura y limitadora de la libertad de expresión, ya que se confunde la obra con el artista y (2) aquella que defiende o acepta la cultura de la cancelación ya que considera que no hay censura puesto que no es institucional sino individual o colectiva pero no impuesta por la legalidad, y considera el derecho a boicotear a un autor como parte de la libertad de expresión.

## Ejemplos
- El director de cine James Gunn fue despedido de Disney en julio de 2018 después de que salieran a la luz unas publicaciones antiguas en redes sociales, en los cuales hacía bromas sobre abuso infantil y pedofilia.[6] Fue contratado de nuevo en marzo de 2019, tras la presión de sus fans y compañeros de trabajo.[28]
- El humorista Kevin Hart debió declinar el papel de presentador de los Óscars en diciembre de 2018, después de que se encontraran «comentarios y tuits homofóbicos» en sus cuentas.[6]
- La cita de Kanye West sobre que «la esclavitud era una elección» para los afroestadounidenses condujo a arengas a su cancelación.[5]
- La youtuber Laura Lee perdió patrocinios comerciales, después de que se le hallaran viejas publicaciones de contenido racista.[11]
- La presentadora de televisión Maya Jama fue objeto de críticas cancelatorias por sus publicaciones sobre «mujeres negras de piel oscura».[5]
- Mary Bono perdió su puesto de presidente de USA Gymnastics, después de que se encontrara un tuit suyo criticando al jugador de la NFL Colin Kaepernick (célebre por arrodillarse cuando suena el himno).[5]
- El humorista Pete Davidson recibió campañas de cancelación en noviembre de 2018, tras burlarse de Dan Crenshaw, un congresista texano que lleva un parche ocular por una herida de guerra, de quien dijo que tenía el aspecto de «sicario de película porno».[5]
- Tras el estreno del documental Leaving Neverland en 2019, asuntos comerciales y programas retiraron la aparición de Michael Jackson.
- En España, el artista Anónimo García fue despedido de Greenpeace, donde trabajaba en campañas de libertad de expresión, por la acción satírica del Tour de La Manada. Juan Soto Ivars narra el caso en su libro Nadie se va a reír (Debate, 2022).[29]
- En España, en 2023 al artista andaluz José Manuel Soto le fueron cancelados varios conciertos tras insultar gravemente al presidente del Gobierno de España y a sus votantes.[30] Un año después, el cantante lamentaba las consecuencias que aquellas declaraciones habían tenido sobre su vida personal y profesional.[31]
- En Alemania, la artista palestina Adania Shibli fue seleccionada para el premio de literatura 2023 de la Feria del Libro de Fráncfort. Pero, con la guerra Israel-Gaza como telón de fondo, la feria le declinó la entrega del premio por ser de origen palestino.[32] En su discurso pronunciado en la ceremonia de inauguración de la feria, el filósofo esloveno Slavoj Žižek tachó la denegación de la entrega como un acto de cultura de la cancelación.[33]
- El historietista estadounidense Ed Piskor se suicidó el 1 de abril de 2024 después de que acusaciones en las redes sociales de mala conducta sexual llevaran a la cancelación de una exposición prevista de su obra,[34] la pérdida de un acuerdo de 75.000 dólares, la cancelación de su canal de YouTube y el anuncio de su copresentador y colega Jim Rugg, del fin de su relación profesional con él debido a las acusaciones.

## En la cultura popular
La serie de animación South Park se mofó de la cultura de la cancelación con el hashtag «#CancelSouthPark» durante la promoción de su vigésima segunda temporada. En el tercer episodio de la temporada, «The Problem with a Poo», se hacía una referencia directa al documental The Problem with Apu, la cancelación de Roseanne y el escándalo del juez Brett Kavanaugh.